# 2. Internationale Sechstagefahrt
Die 2. Internationale Sechstagefahrt fand im August 1920 im französischen Grenoble statt. Es gewann das Schweizer Team vor den Briten.

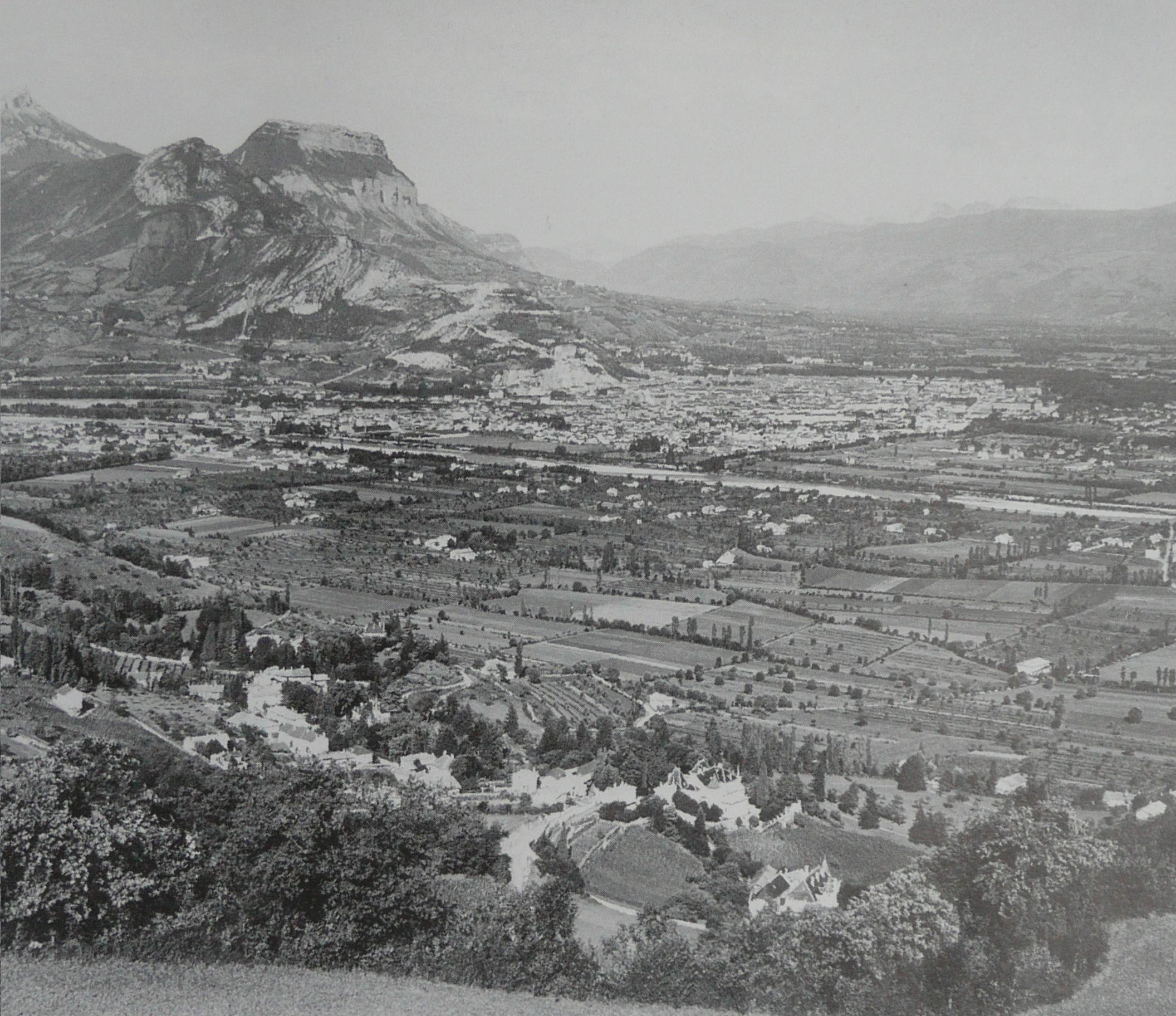
Grenoble (um 1929), Start- und Zielort der einzelnen Etappen

## Wettkampf
Der Erste Weltkrieg verhinderte zunächst eine erneute Durchführung der 1913 erstmals veranstalteten Internationalen Sechstagefahrt. Entsprechend einem schon vor dem Krieg gefassten Beschluss wurde die Durchführung der zweiten Auflage des Wettbewerbes nach Frankreich vergeben.
23 Fahrer schrieben sich für den Wettkampf ein, es starteten jedoch nur 15 Fahrer. Im Ziel wurden 14 Fahrer gewertet, davon waren 12 mit Motorrädern unterwegs. In der Seitenwagenklasse fuhr der Schweizer Eduoard Gex mit seiner Frau als Beifahrerin. In der Cyclecar-Klasse war Sandford mit einem Dreirad von Morgan am Start.

## Endergebnis
| Platz | Team                                                                              |
| ----- | --------------------------------------------------------------------------------- |
| 1.    | Schweiz Jean Morand (Condor) André Robert (Motosacoche) Edouard Gex (Motosacoche) |
| -     | Vereinigtes Königreich                                                            |